# ناقل متسلسل عام على المحمول

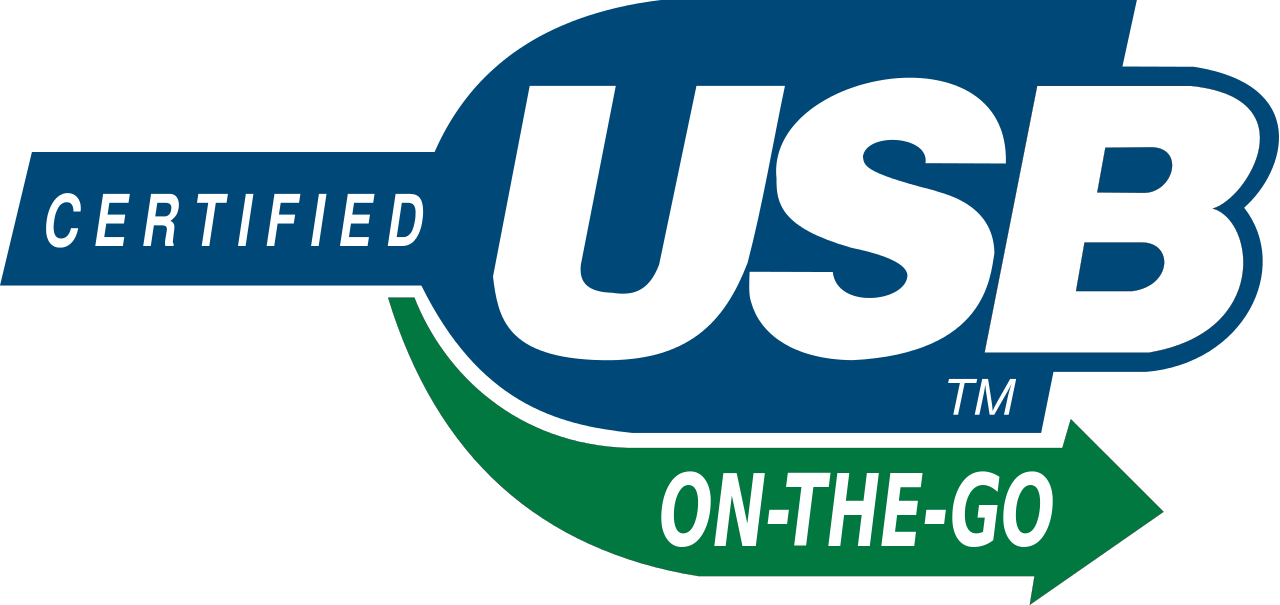
شعار ناقل متسلسل عام على المحمول

ناقل متسلسل عام على المحمول (بالإنجليزية: USB On-The-GO)‏ والذي يختصر عادة إلى USB OTG واحيانا يختصر إلى ثلاثة حروف فقط OTG، وهي تقنية تسمح بتوصيل الاجهزة المحمولة مثل الهواتف المحمولة والكاميرات الرقمية. بوحدات أخرى لها منفذ يو إس بي مثل الفأرة أو لوحة المفاتيح أو ذاكرة الفلاش ميموري أو الكاميرات الرقمية.

## المواصفات

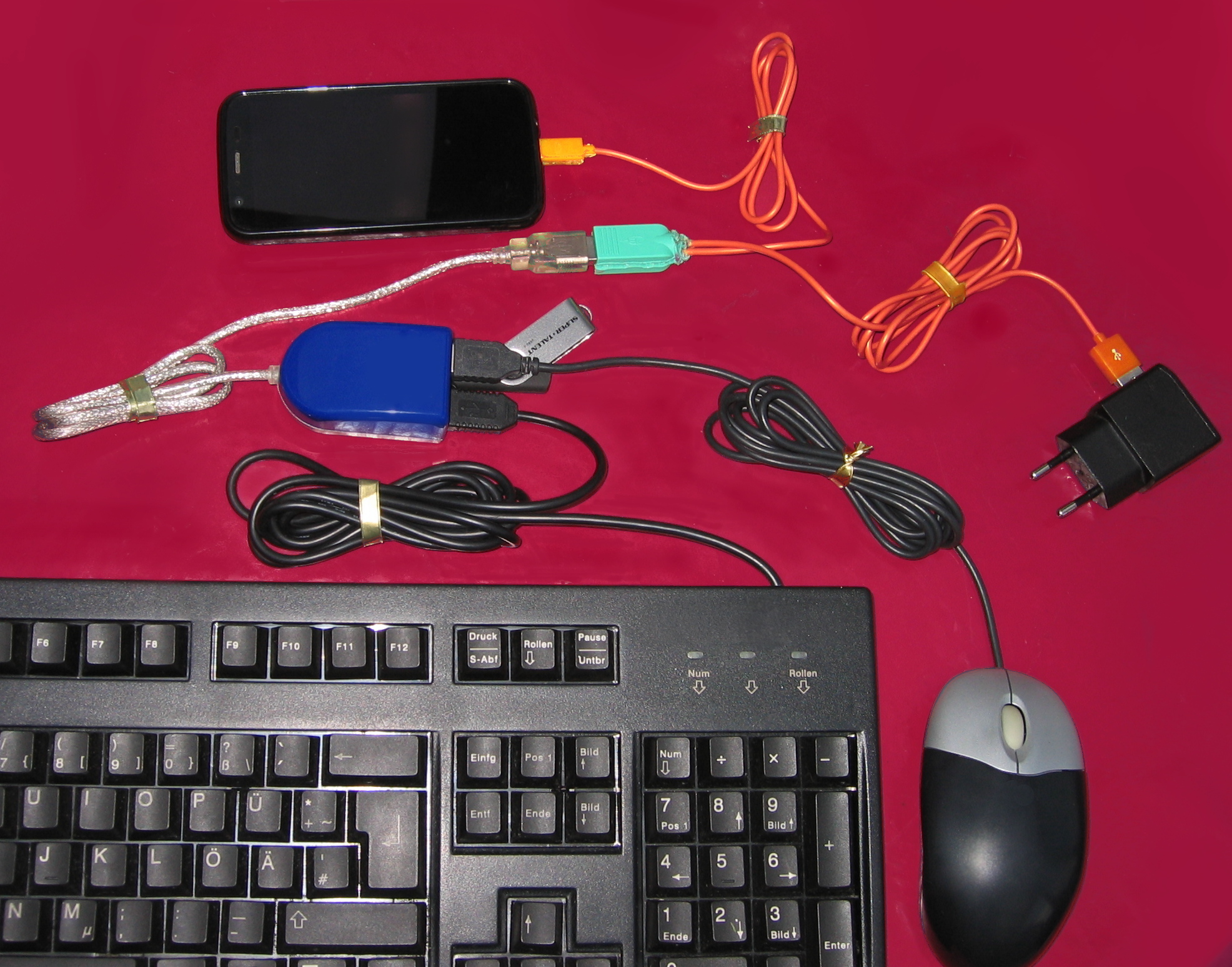
تركيب USB OTG يشتمل على عدد قليل من الأجهزة يستخدم USB القياسي الرئيسي/الرقيق

يعتبر هذا الناقل حالة متخصصة من الناقل العام يو إس بي "USB"